# بلاف پوینت (ایندیانا)
بلاف پوینت (به انگلیسی: Bluff Point) یک منطقهٔ مسکونی در ایالات متحده آمریکا است که در ایندیانا واقع شده‌است. بلاف پوینت  ۳۰۳٫۸۹ متر بالاتر از سطح دریا قرار دارد.